# Bigrigg
Bigrigg – wieś w Anglii, w Kumbrii. Leży 5,6 km od miasta Whitehaven, 58,6 km od miasta Carlisle i 405,4 km od Londynu. W 2015 miejscowość liczyła 716 mieszkańców.

## Etymologia
Źródło:

Nazwa miejscowości na przestrzeni wieków:
- 1235 w. – Bigrig/Bigrigg
- 1295 w. – Bygrig/Bigrigg/Bigryg/Byggerik
- 1342 w. – Biggerig
- 1365 w. – Bigrigshagh